# Jack and the Giants
Jack and the Giants (Originaltitel Jack the Giant Slayer, ursprünglich Jack the Giant Killer) ist ein US-amerikanischer Fantasy-Abenteuerfilm aus dem Jahr 2013. Regie führte Bryan Singer; das Drehbuch schrieben Darren Lemke, Christopher McQuarrie und Dan Studney. Der Film ist eine in Teilen abgewandelte Nacherzählung des englischen Märchens Hans und die Bohnenranke (englisch Jack and the Beanstalk), in welcher der Bauernjunge Jack versehentlich ein Portal in die Riesenwelt geöffnet hat und nun die Prinzessin befreien muss. In den Hauptrollen spielen Nicholas Hoult, Eleanor Tomlinson, Stanley Tucci, Ian McShane, Bill Nighy, John Kassir und Ewan McGregor.
Der Film startete am 1. März 2013 in den US-amerikanischen und am 14. März 2013 in den deutschen Kinos. Er wurde in 2D und 3D aufgeführt.

## Handlung
Der junge Jack, ein Bauernsohn im Königreich Cloister, ist fasziniert von der altertümlichen Sage über den König Erik, der mit seiner magischen Krone die Invasion von Riesen abwehren konnte, welche über eine gigantische Bohnenranke aus ihrem Reich über den Wolken auf die Erde herabkamen. Auch Prinzessin Isabelle, Tochter des derzeitigen Königs Brahmwell, ist von dieser Geschichte sehr beeindruckt.
Zehn Jahre später ist Jack zu einem jungen Mann herangewachsen. Nachdem seine Eltern gestorben sind, zieht ihn sein Onkel auf. Dieser beauftragt ihn, ein Pferd samt Gespann auf dem Markt in der Stadt zu verkaufen. Hier begegnet er zum ersten Mal Isabelle, die unerkannt in der Menge einer Vorführung von Gauklern zusieht. Als sie von fremden Männern belästigt wird, stellt er sich schützend vor sie, bis Elmont, Anführer der königlichen Garde, auftaucht und die Männer verscheucht.
Lord Roderick, Berater und Schatzmeister des Königs, muss inzwischen feststellen, dass er bestohlen wurde. Der Dieb, ein Mönch, flieht über den Marktplatz und bietet Jack das Diebesgut, ein Säckchen mit angeblich magischen Bohnen, zum Tausch gegen dessen Pferd an, um damit zu entkommen. Als Jack nach Hause zurückkehrt, beschimpft ihn sein Onkel, er habe sich übers Ohr hauen lassen, und wirft die Bohnen weg.
Unterdessen streitet Isabelle sich mit ihrem Vater, der sie mit Lord Roderick vermählen möchte, sie hingegen möchte ausreiten und das Königreich erkunden, was er ihr jedoch untersagt. So schleicht sie sich abends aus dem Schloss und reitet fort, verirrt sich und sucht schließlich draußen am Waldrand in Jacks Haus Unterschlupf. Der einsetzende Regen aktiviert eine der magischen Bohnen, die in kürzester Zeit zu einer gigantischen Ranke heranwächst und Isabelle samt Haus in den Himmel emporhebt. Jack fällt herab und bleibt bewusstlos liegen.
Als der König mit seinem Gefolge auf der Suche nach seiner Tochter eintrifft, meldet Jack sich für eine Gruppe Freiwilliger, welche die Ranke hochklettern und die Prinzessin zurückbringen soll. Zusammen mit Elmont, dessen Offizier Crawe, Lord Roderick, dessen Handlanger Wicke sowie weiteren Rittern Elmonts macht er sich auf den Weg nach oben. Auf halber Strecke schneidet Wicke, unbemerkt von den anderen, das Sicherungsseil der Ritter durch und lässt sie dadurch zu Tode stürzen. Als der Rest der Gruppe durch die Wolken stößt, finden sie sich im Reich der Riesen wieder und erkennen, dass die Legenden um den Sagenkönig Erik wahr sind.
Bevor sie sich in zwei Gruppen aufteilen, wird Jack von Roderick gezwungen, ihm die verbliebenen Bohnen auszuhändigen. Jack kann jedoch eine der Bohnen unbemerkt zurückbehalten. Unterwegs werden Elmont und Crawe von einem Riesen gefangen genommen. Jack kann sich verstecken und folgt dem Riesen unbemerkt bis in die Burg der Giganten, wo sich auch die anderen Unholde aufhalten. Deren Anführer, der doppelköpfige General Fallon, hat auch schon Prinzessin Isabelle in seiner Gewalt und will nun von Elmont und Crawe wissen, wie sie den Weg nach oben geschafft haben. Crawe verhöhnt Fallon und wird dafür von ihm verspeist. Inzwischen sind auch Roderick und Wicke von einem Riesen aufgegriffen worden, der Wicke den Kopf abbeißt. Bevor er jedoch Roderick zu fassen bekommt, zieht dieser die verschollen geglaubte magische Krone König Eriks aus der Tasche und zwingt damit die Riesen unter seine Herrschaft. Er lässt sich in die Burg bringen und offenbart den dort anwesenden Riesen und gefangenen Menschen, dass er zusammen mit den Riesen die Ranke hinabsteigen will, um das Königreich Cloister und später die ganze Welt zu erobern, mit sich als König an der Spitze.
Isabelle und Elmont sollen als Würstchen im Schlafrock zubereitet werden, doch Jack, der alles beobachtet hat, kann den Koch töten und die beiden befreien. Sie machen sich auf den Weg zu der Bohnenranke, die aber von einem Riesen bewacht wird. Durch einen Schwarm Bienen in seinem Helm können sie ihn aus dem Gleichgewicht bringen, so dass er in die Tiefe fällt. Als er bei dem wartenden König Brahmwell und seinem Gefolge auf dem Boden aufschlägt, erkennt der König die Gefahr und befiehlt, die Ranke zu fällen, um den Riesen den Weg zur Erde zu versperren, obwohl er dadurch seine Tochter opfern würde. Jack und Isabelle klettern derweil die Ranke hinab, während Elmont zurückbleibt, um Roderick aufzuhalten. Als Roderick und die Riesen an der Ranke erscheinen, um hinabzuklettern, stellt und tötet Elmont den Verräter Roderick, doch die magische Krone gerät in Fallons Hände, der nun die Herrschaft über die Riesen übernimmt. Elmont muss ebenfalls die Ranke hinab fliehen, die mittlerweile einstürzt, doch sowohl Jack und Isabelle als auch Elmont überstehen den Fall zur Erde unverletzt.
Die Ranke ist zwar zerstört, doch Fallon findet bei Roderick die restlichen magischen Bohnen und lässt damit neue Ranken zur Erde hinab wachsen, mit denen die Armee der Riesen nach unten gelangt. König Brahmwell verbarrikadiert sich mit seinem Gefolge in seinem Schloss. Einige Zeit lang kann Elmont mit seinen Männern den Angriff der Riesen abwehren. Dabei fällt Fallon in den Burggraben und dringt nun von unten durch das Abwassersystem in das Schloss ein. Hier kommt es zum Kampf mit Jack und Isabelle, in dessen Verlauf Jack die letzte verbleibende Bohne in Fallons Schlund wirft, wo sie aktiviert wird und die schnellwachsende Ranke Fallon förmlich zerreißt. Jack, der König Eriks magische Krone an sich nimmt, kann damit den Riesen Einhalt gebieten und sie zwingen, sich wieder in ihr Reich oberhalb der Wolken zurückzuziehen.
Jack und Isabelle heiraten und erzählen die Geschichte schließlich ihren Kindern. Die magische Krone hingegen wird an einem geheimen Ort versteckt, im Laufe der Jahre umgearbeitet und schließlich als Edwardskrone im Tower von London aufbewahrt.

## Produktion
Die Entwicklung des Spielfilms begann im Januar 2009, als D. J. Caruso als Regisseur des Films eingestellt wurde. Im August wurde Caruso durch Singer ersetzt, der wiederum McQuarrie im April 2010 beauftragte, das Drehbuch zu überarbeiten. Die Hauptrollen wurden im Februar und März 2011 besetzt. Drehbeginn war im April 2011 im Vereinigten Königreich mit Drehorten im englischen Somerset, Gloucestershire und Norfolk. Da die Postproduktion für Spezialeffekte und Marketing mehr Zeit benötigte, wurde der Veröffentlichungstermin nach hinten verschoben. Im Oktober 2012 legte Warner Bros. den endgültigen Starttermin für die Vereinigten Staaten auf den 1. März 2013 fest und benannte den Film gleichzeitig von Jack the Giant Killer in Jack the Giant Slayer um.
Ebenfalls im Jahr 2013 veröffentlichte die Produktionsgesellschaft The Asylum den Mockbuster Jack the Giant Killer.

## Synchronisation
Die deutsche Synchronisation entstand nach einem Dialogbuch und unter der Dialogregie von Jan Odle im Auftrag der FFS Film- & Fernseh-Synchron in München.
| Rolle                         | Schauspieler/ Originalsprecher | Synchronsprecher    |
| ----------------------------- | ------------------------------ | ------------------- |
| Jack                          | Nicholas Hoult                 | Tim Schwarzmaier    |
| Isabelle                      | Eleanor Tomlinson              | Maren Rainer        |
| Elmont                        | Ewan McGregor                  | Philipp Moog        |
| Lord Roderick                 | Stanley Tucci                  | Lutz Mackensy       |
| Crawe                         | Eddie Marsan                   | Andreas Borcherding |
| Wicke                         | Ewen Bremner                   | Benedikt Weber      |
| König Brahmwell               | Ian McShane                    | Erich Ludwig        |
| Onkel                         | Christopher Fairbank           | Dieter Memel        |
| General Entin                 | Ralph Brown                    | Walter von Hauff    |
| Old Hamm                      | Warwick Davis                  | Kai Taschner        |
| General Fallon (großer Kopf)  | Bill Nighy (Stimme)            | Frank Glaubrecht    |
| General Fallon (kleiner Kopf) | John Kassir (Stimme)           | Gudo Hoegel         |
| Bald                          | Mingus Johnston                | Jan Odle            |
| Isabelle (jung)               | Sydney Rawson                  | Nele Facklam        |
| Königin Mutter                | Tandi Wright                   | Petra Einhoff       |
| Mönch                         | Simon Lowe                     | Philipp Brammer     |
| Museumsführer                 | Alex Macqueen                  | Hans-Georg Panczak  |
| Fo                            | Angus Barnett (Stimme)         | Thomas Rauscher     |
| Fumm                          | Ben Daniels (Stimme)           | Matti Klemm         |
| Fye                           | Andrew Brooke (Stimme)         | Ekkehardt Belle     |
| Koch der Riesen               | Philip Philmar (Stimme)        | Claus Brockmeyer    |

## Rezeption

### Kritik
Der Film wurde von Kritikern zwiegespalten rezipiert. Aktuell (5. Juni 2013) weist die Rezensionsaggregator-Webseite Rotten Tomatoes eine 52-Prozent-Wertung bei 182 Rezensionen aus.
Todd McCarthy von The Hollywood Reporter schrieb: „Betrachtet man schlicht den effizienten Erzählstil, die klaren Abläufe und den konsistenten Einbezug der Zuschauer, so ist Jack dem kürzlich gelaufenen Hobbit deutlich überlegen.“ Richard Roeper von der Zeitung Chicago Sun-Times schrieb: „Jack and the Giants ist ein aufregendes, originelles und durch und durch unterhaltsames Abenteuer.“
Im Gegensatz dazu urteilte Justin Chang vom Magazin Variety: „Beim Stillen des neuerlichen Appetits auf revisionistische Leinwandfantasien […] fühlt sich Jack and the Giants – wenig überraschend – an wie der Versuch, aus dem Trend Kapital zu schlagen, wieder ausgegrabene Märchenfiguren, Situationen und Kampfszenen mit einem mechanischen und ermüdend vorhersagbaren Effekt zu zeigen.“ Manohla Dargis von der The New York Times bewertete das ähnlich: „Letzten Endes handelt es sich hierbei nur um eine digital aufgeblasene eindimensionale Version von Jack and the Beanstalk.“ Kenneth Turan von der Los Angeles Times schrieb, dass „Bryan Singers Version des alten Märchens alles hat, was man für Geld kaufen kann – außer einem guten Drehbuch“.
Das deutsche Film-Magazin cinema urteilte verhalten positiv: „Opulentes und actionreiches Fantasymärchen im traditionellen Stil“.

### Einspielergebnisse
Jack and the Giants konnte am Startwochenende den Spitzenplatz der US-amerikanischen Kinocharts besetzen. Mit knapp 28 Millionen US-Dollar Einspielergebnis am Startwochenende fiel der kommerzielle Erfolg der knapp 195 Millionen Dollar (knapp 150 Millionen Euro) teuren Produktion jedoch eher enttäuschend aus. Zu den Produktionskosten kommen noch mehr als 100 Millionen US-Dollar für Marketing (etwa 75 Millionen Euro).
Am 12. April 2013, d. h. vier Wochen nach Kinostart, berichtete das Magazin The Hollywood Reporter, dass der Film zwischen 125 und 140 Millionen US-Dollar (93,7–105 Millionen Euro) Verluste gegenüber den zusammengenommenen Filmproduktions- und Marketingskosten verursachen könnte.  Es wurde prognostiziert, dass der Film nach Abschluss der Kinophase etwa 200 Millionen US-Dollar (etwa 150 Millionen Euro) eingespielt haben werde. Am 9. Juni 2013 summierte sich das weltweite Einspielergebnis auf 197.671.860 US-Dollar (etwa 148,2 Millionen Euro).